# Nスタふくしま
『Nスタふくしま』（エヌスタふくしま）は、2016年10月3日から2024年3月29日までテレビユー福島で放送されていた平日夕方のローカルニュース番組である。

## 概要
本番組は2016年9月30日に『TUF NEWS LIVE スイッチ!』が終了したため、その後番組として始まった。2024年3月29日に放送終了し、翌週から後継番組として「ステップ」が放送されている。

## 主なコーナー
- 県内ニュース
- 特集

- 天気予報（福島県内のテレビ局で唯一全59市町村別に詳細な天気を出している）

- 全国のニュース（Nスタのコーナーの時差ネット放送）※放送しない日もある。

## キャスター
2020年4月以降は小野と気象予報士の寺本を除いて全員同局アナウンサー（小野は同年3月で同局を退社しフリーに転身）。
月、火曜
- 井上和樹
- 佐藤玲奈

水、木、金曜
- 奥秋直人
- 佐藤玲奈

フィールドキャスター
- 高橋広季
- 浦部智弘

気象予報士
- 寺本卓也

### 過去のキャスター
- 西川賢（2016年10月3日 - 2017年12月28日）
- 釜井美由紀（2016年10月3日 - 2019年3月27日）
- 杉浦祐治（2018年1月4日 - 2019年3月29日）
- 小野美希 (2016年10月3日 - 2022年5月27日）
- 田中沙朋 (2021年3月29日 - 2022年5月27日）
- 渡辺文嘉（2019年4月1日 - 2023年4月7日）

気象予報士
- 大野治夫（2017年4月3日 - 2021年2月26日[1]）

| 期間      | 期間       | キャスター | キャスター | キャスター | キャスター | キャスター | キャスター        | サブキャスター    | サブキャスター    | フィールドキャスター | 気象予報士 |
| 期間      | 期間       | 男性       | 男性       | 男性       | 女性       | 女性       | 女性              | サブキャスター    | サブキャスター    | フィールドキャスター | 気象予報士 |
| 期間      | 期間       | 月・火     | 水         | 木・金     | 月・火     | 水         | 木・金            | 月 - 水           | 木・金            | フィールドキャスター | 気象予報士 |
| --------- | ---------- | ---------- | ---------- | ---------- | ---------- | ---------- | ----------------- | ----------------- | ----------------- | -------------------- | ---------- |
| 2016.10.3 | 2017.3.31  | 渡邊文嘉   | 渡邊文嘉   | 渡邊文嘉   | 小野美希   | 小野美希   | 小野美希          | 西川賢 釜井美由紀 | 西川賢 釜井美由紀 | （不在）             | （不在）   |
| 2017.4.3  | 2017.12.28 | 渡邊文嘉   | 渡邊文嘉   | （不在）   | （不在）   | （不在）   | 小野美希          | 釜井美由紀        | 西川賢            | （不在）             | 大野治夫   |
| 2018.1.4  | 2019.3.29  | 渡邊文嘉   | 渡邊文嘉   | （不在）   | （不在）   | （不在）   | 小野美希          | 釜井美由紀        | 杉浦祐治          | （不在）             | 大野治夫   |
| 2019.4.1  | 2019.09.27 | 渡邊文嘉   | 渡邊文嘉   | 奥秋直人   | 小野美希   | 小野美希   | 出口朋香          | （不在）          | （不在）          | （不在）             | 大野治夫   |
| 2019.9.30 | 2020.3.31  | 奥秋直人   | 奥秋直人   | 奥秋直人   | 小野美希   | 小野美希   | 出口朋香          | （不在）          | （不在）          | （不在）             | 大野治夫   |
| 2020.4.1  | 2021.2.26  | 奥秋直人   | 奥秋直人   | （不在）   | 出口朋香   | 小野美希   | 柗井綾乃 小野美希 | （不在）          | （不在）          | （不在）             | 大野治夫   |
| 2021.3.1  | 2021.3.26  | 奥秋直人   | 奥秋直人   | （不在）   | 出口朋香   | 小野美希   | 柗井綾乃 小野美希 | （不在）          | （不在）          | （不在）             | 寺本卓也   |
| 2021.3.29 | 2023.4.07  | 奥秋直人   | 奥秋直人   | 渡邊文嘉   | 小野美希   | 小野美希   | 田中沙朋          | （不在）          | （不在）          | 出口朋香 高橋広季    | 寺本卓也   |
| 2023.4.10 | 2024.3.29  | 井上和樹   | 奥秋直人   | 奥秋直人   | 佐藤玲奈   | 佐藤玲奈   | 佐藤玲奈          | （不在）          | （不在）          | 浦部智弘 高橋広季    | 寺本卓也   |

- 放送開始から2017年まで、月曜日から金曜日を渡邊・小野、サブキャスターの西川・釜井が隔日出演していた形が、2017年から2019年3月までは月曜日から水曜日を渡邊・釜井、木曜日・金曜日を小野・西川（後に杉浦）が担当するようになった。

## 放送時間
- 2016年10月3日 - 2023年3月

月曜 - 木曜 18:15 - 19:00（JST）、金曜 18:15 - 18:55（JST）
- 2023年4月 - 2024年3月

月曜 - 金曜 18:15 - 19:00（JST）

## 備考
- スイッチ!ダイジェストからNスタふくしまダイジェストに改題し、月曜から金曜の深夜に当日放送されたNスタふくしまの一部再放送を実施していた。しかし2023年3月で終了した。
- スイッチ!に引き続き、Nスタふくしまの一部をテレビユー福島のYouTube公式チャンネルにて、公開されている。
- 2020年12月25日、『Nスタふくしま年末スペシャル』を16時50分から17時50分まで放送する予定だった[2]が新型コロナウイルスの影響により取りやめとなった[3]。また通常の18時15分開始でも予定された内容を変更して放送された。
- 2023年4月10日からスタジオなどをリニューアルし、一新。スタジオは7年ぶりに全く新しいものになった。また、それまでは2006年4月から2013年3月までの7年間を除いて、長年に渡り情報系の生番組（『マル得ふくしま生放送』から『なんでかんで見っせ!』ならびに『ちゃんろく。』『#福の空』等）と夕方のローカルニュースで別々のデザインのセットを用いていたが、この新セットでは同時期に開始した『WITH!』と本番組ならびに『#福の空』『ふくしまSHOW』（後者のみ収録）が同じセットを使うようになった。またテロップも一部在京キー局に準じる形になった。このスタジオリニューアルに伴い、同年4月3日から4月7日までは定時ニュース用の第2スタジオや屋外を使って放送した。